# Patty Judge

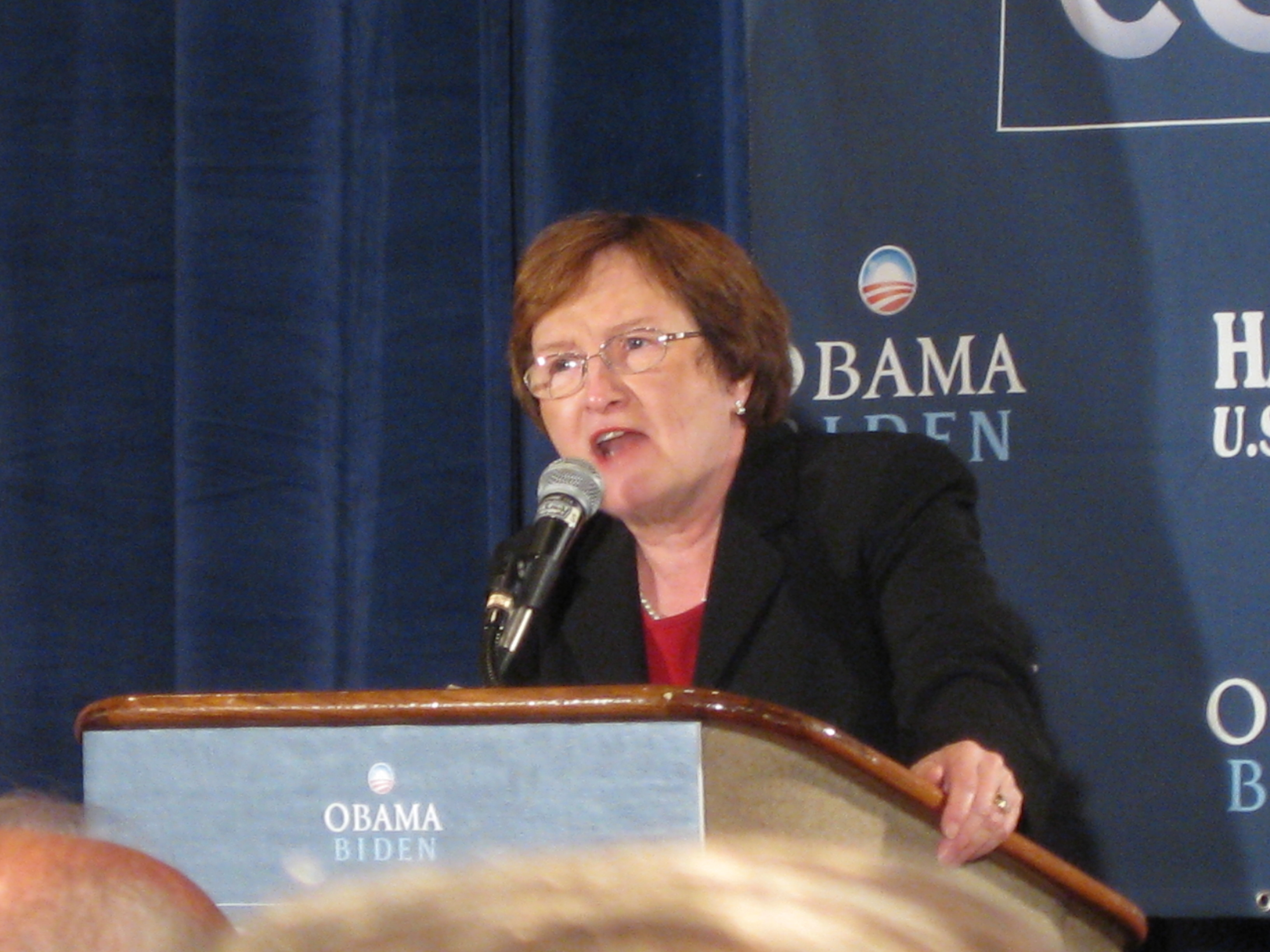
Patty Judge (2008)

Patty Jean Judge (* 2. November 1943 in Fort Madison, Iowa) ist eine US-amerikanische Politikerin. Zwischen 2007 und 2011 war sie Vizegouverneurin des Bundesstaates Iowa.

## Werdegang
Patty Judge absolvierte die Albia High School. Danach war sie bis 1965 an der Iowa Methodist School of Nursing. Anschließend studierte sie an der University of Iowa. Später war sie als Krankenschwester im Gesundheitswesen beschäftigt. Dann wurde sie auch in der Immobilienbranche tätig. Zusammen mit ihrem Mann John besitzt sie im Monroe County eine Rinderfarm. Politisch wurde sie Mitglied der Demokratischen Partei. Zwischen 1992 und 1998 saß sie im Senat von Iowa, wo sie Mitglied mehrerer Ausschüssen war; von 1998 bis 2006 war sie als erste Frau Landwirtschaftsministerin ihres Staates.
2006 wurde Judge an der Seite von Chet Culver zur Vizegouverneurin von Iowa gewählt. Dieses Amt bekleidete sie zwischen 2007 und 2011. Dabei war sie Stellvertreterin des Gouverneurs. Im Jahr 2010 wurde sie nicht wiedergewählt. Im Dezember 2012 erklärte sie, dass sie im Jahr 2014 nicht für das Amt des Vizegouverneurs kandidieren werde.
Bei den Senatswahlen 2016 kandidierte sie gegen den Amtsinhaber Chuck Grassley, verlor aber deutlich.
Patty Judge war bzw. ist Mitglied zahlreicher Organisationen und Vereinigungen. Darunter sind die Handelskammer von Albia, die Iowa State Fair und die Philanthropic Educational Organization. Mit ihrem Mann John hat sie drei inzwischen erwachsene Söhne.